# Guinée espagnole
1926–1968
Entités précédentes :
- Fernando Poo
- Elobey, Annobón et Corisco
- Río Muni

Entités suivantes :
- Guinée équatoriale

La Guinée espagnole est une ancienne colonie africaine du golfe de Guinée qui fut portugaise puis espagnole à partir de la fin du XVIIIe siècle, et qui est devenue un État indépendant sous le nom de Guinée équatoriale en 1968.

## Géographie
Elle est composée des îles de Fernando Poo (aujourd'hui Bioko), Annobón, Corisco, Elobeye et Mbanie ainsi que d'une partie continentale, le Rio Muni (aujourd'hui «  région continentale »). Au total, elle avait une superficie de 26 659 km2 pour une population estimée en 1949 à 170 000 habitants. 
Sa capitale était Santa Isabel (aujourd'hui Malabo) sur l'île de Bioko.
Autrefois, le territoire de cette colonie espagnole était beaucoup plus vaste, mais sa superficie diminua fortement lors de la conférence de Berlin, en 1885, qui partageait l'Afrique en divers secteurs d'influences européens, au profit de la France (Congo, Gabon), et de l'Allemagne (Cameroun). Avant 1885, le territoire de la Guinée espagnole avait une superficie d'environ 250 000 kilomètres carrés, soit environ l'équivalent de la moitié de la superficie de l'Espagne. 
Cependant, avant et après 1885, les Espagnols revendiquaient 400 000 kilomètres carrés de territoires en Afrique équatoriale : une grande partie du Cameroun (alors colonisé par les Allemands), presque tout le Gabon, et le Congo, colonisés par les Français.

## Histoire

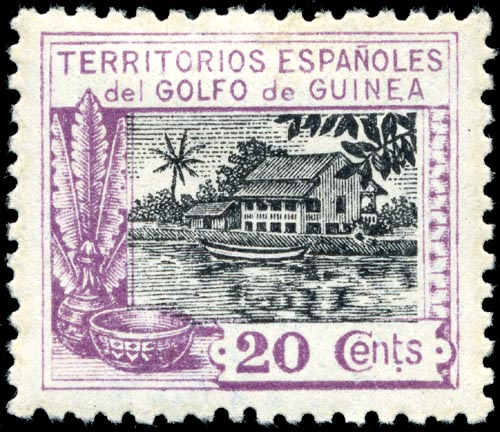
Timbre espagnol (1924).

Vers 1471, à la recherche d’une route maritime pour parvenir au royaume de Catay (nom qui était donné à la Chine) et aux Indes, les navigateurs Pedro de Escobar et João de Santarém parviennent dans le golfe de Guinée. Ils y auraient découvert les îles désertes de São Tomé, Principe et Annobón. Dans leur sillage, l’explorateur portugais Fernando Pó est considéré comme le premier Européen à avoir recensé l'île de Bioko vers 1474. Il la nomma Formosa (« magnifique » en portugais), mais elle prit rapidement le nom de son découvreur. 
Les îles de Fernando Pó et d'Annobón furent colonisées par le Portugal pendant le XVIe siècle. Si la colonie d’Annobón finit par réussir au milieu du XVIe siècle, celle de Fernando Pó échoua et le fort construit par les Portugais fut rapidement abandonné. Le capitaine donataire d’Annobón perdit le contrôle de l’île et de sa population au début du XVIIIe siècle rendant complètement caduc le contrôle portugais de tous ces territoires. 
Les îles ainsi que les droits de négoce sur la partie continentale entre les fleuves Niger et Ogooué furent cédés à l'Empire espagnol en échange de territoires sur le continent américain (traité d'El Pardo, entre la reine Marie Ire de Portugal et le roi Charles III d'Espagne), mais les Espagnols, comme les Portugais avant eux furent mal accueillis par les autochtones. La malaria finira par les convaincre de quitter ce territoire qui acquit une réputation de région malsaine. 
De 1827 à 1843, l'Angleterre établit une base sur l'île pour combattre la traite d'esclaves, contre l’avis des Espagnols. L’Espagne, pour rembourser une lourde dette contractée auprès de l’Angleterre, proposa alors de lui vendre ses droits territoriaux. L’accord trouvé, après plusieurs années de pourparlers, la vente étant rendue publique, l’opinion publique espagnole s’y opposa. De ce fait, la couronne fut obligée de céder dans un contexte très tendu, et la colonisation commença mais elle se mit en place très lentement. Cependant, la cession des droits sur le delta du Niger permit le développement de la colonie anglaise du Nigeria.
La partie continentale, le Rio Muni, devint un protectorat en 1885 et une colonie en 1900. Pendant la guerre de 1898 entre les États-Unis et l'Espagne, deux bataillons américains sont envoyés sur place (400 hommes) : un à Santa Isabel (Malabo), et l'autre à Bata, au Rio Muni. Il n'y a alors aucun combat (contrairement à Cuba ou aux Philippines). Le manque d'infrastructures, les maladies tropicales endémiques (une partie des deux bataillons fut décimée), et surtout le fait que les États-Unis ne souhaitaient pas devenir une puissance coloniale en Afrique, firent que ces derniers se retirèrent des deux territoires (Fernando Pó et Rio Muni) dès 1899. L'Espagne, malgré elle, restera ainsi une puissance coloniale. Mais dans cette guerre les États-Unis s’approprieront d’autres territoires (Porto Rico, les Philippines et l'ile de Guam, Cuba, devenu indépendante, passera dans en zone d'influence américaine...). 
Les revendications territoriales des puissances européennes furent réglées en 1900 par le traité de Paris et le territoire continental fut administrativement uni sous la loi espagnole.